# بيلي كون
بيلي كون (بالإنجليزية: Billy Conn)‏ مواليد 08 أكتوبر 1917 في بيتسبرغ - الوفاة 29 مايو 1993 في بيتسبرغ، كان ملاكم أمريكي سابق صنّف ضمن فئة الوزن الثقيل.

## إحصائيات
خاض خلال مسيرته 77 نزالا، فاز في 64 وتعادل في 1 وخسر في 12. فاز بالضربة القاضية في 15 نزالا.

## روابط خارجية
- بيلي كون على موقع بوكس ريك (الإنجليزية) (registration required)